# Марцан
Марца́н (нем. Marzahn, МФА [maʁˈtsaːn]) — район в берлинском административном округе Марцан-Хеллерсдорф. Под Марцаном в обиходе может также подразумеваться и вся территория существовавшего до 2001 года самостоятельного округа Марцан, имевщего в разные годы различные границы. Район с юго-востока граничит с районами Бисдорф и Хеллерсдорф, на западе — с округом Лихтенберг и на северо-востоке — с Бранденбургом. По данным 2010 года, около 7,2 % населения Марцана имеет корни из стран бывшего СССР.

## История
История поселения Марцан восходит к периоду Средневековья. В 1920 году в ходе формирования «Большого Берлина» обширные территории, прилегающие к Берлину с северо-востока, были включены в состав города в качестве нового округа Лихтенберг. 
В ходе реализации программы жилищного строительства в Восточном Берлине, на территории, соседствующий со старой деревней Марцан, по проекту архитектора Роланда Корна был построен крупный жилой район, в результате чего в 1979 году из Лихтенберга был выделен самостоятельный округ Марцан, в который кроме непосредственно Марцана вошли территории Хеллерсдорфа, Бисдорфа и Мальсдорфа. Таким образом, округ Марцан на момент своего создания совпадал с сегодняшним округом Марцан-Хеллерсдорф.
В 1980 году на электрозаводе в Марцане была введена в эксплуатацию первая автоматизированная система дистанционно управляемого внутризаводского транспорта (перемещение перевозивших заготовки, материалы и готовую продукцию болгарских электрокаров "Балканкар" обеспечивала заводская ЭВМ по встроенным в пол индукционным проводам).
Продолжающее развитие региона и строительство новых жилых кварталов привело к тому, что в 1986 году поселения Мальсдорф, Каульсдорф и Хеллерсдорф были выделены из округа Марцан в новый округ Хеллерсдорф. Наконец, в 2001 году в результате административной реформы, целью которой было уменьшение числа округов в объединённом Берлине, округа Марцан и Хеллерсдорф снова были объединены в укрупнённый округ, получивший сегодняшнее название Марцан-Хеллерсдорф.

## Галерея

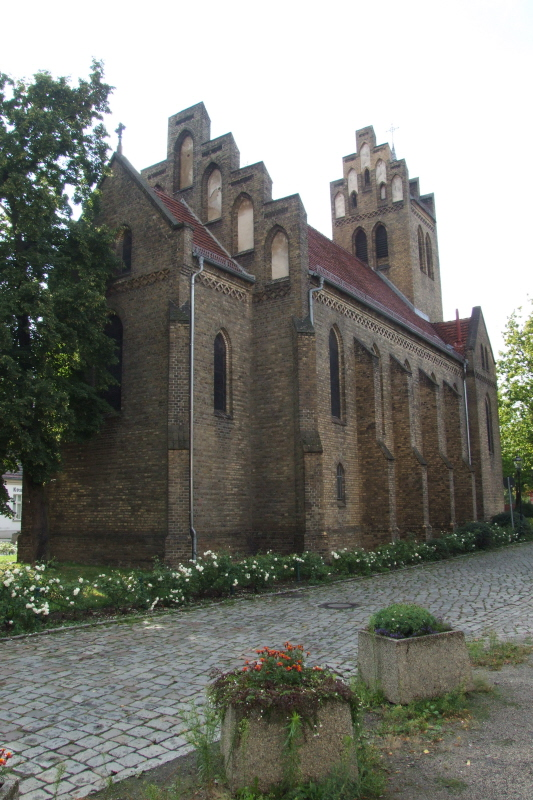
Деревенская церковь Марцана
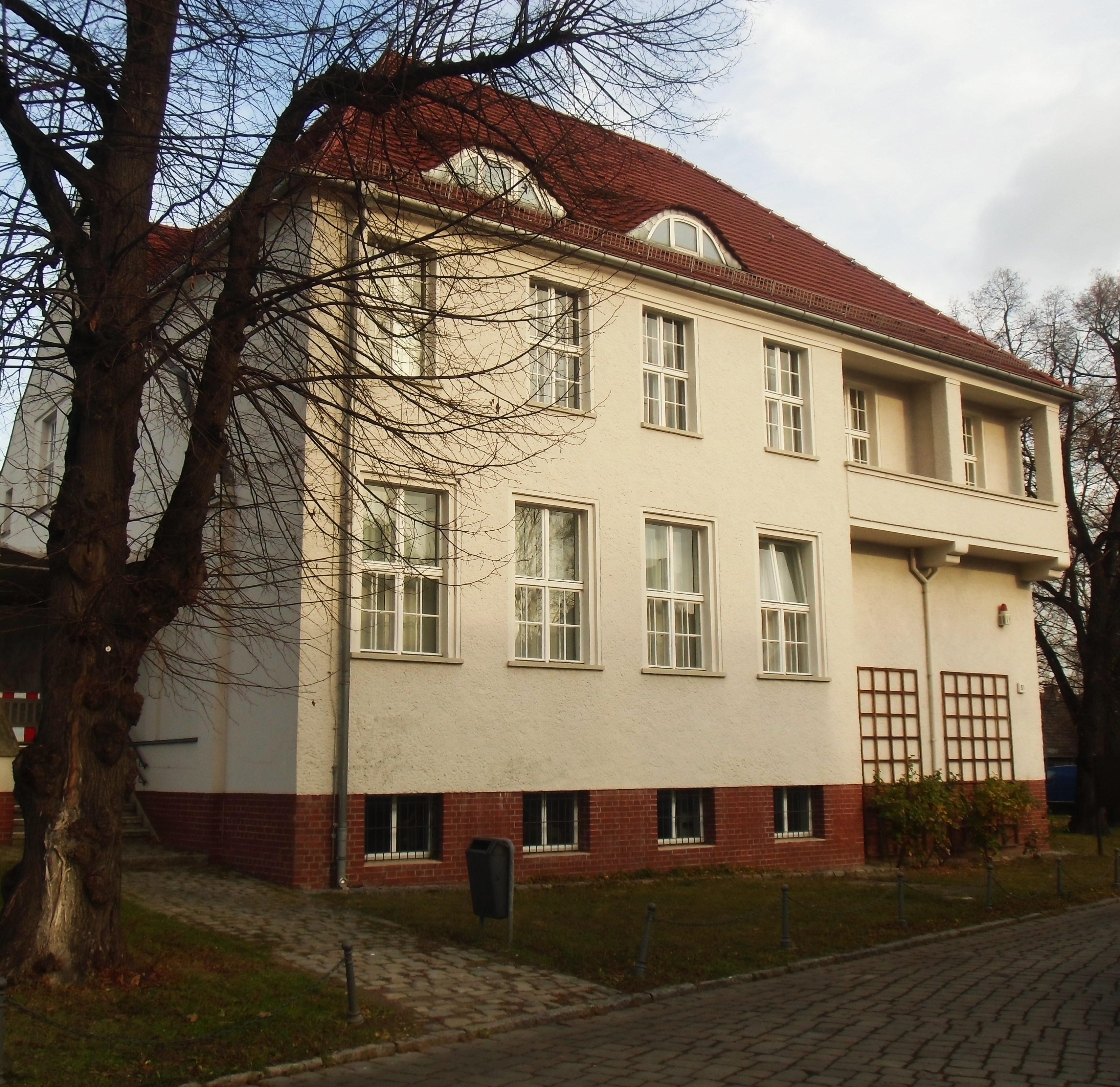
Музей, бывшее здание деревенской школы
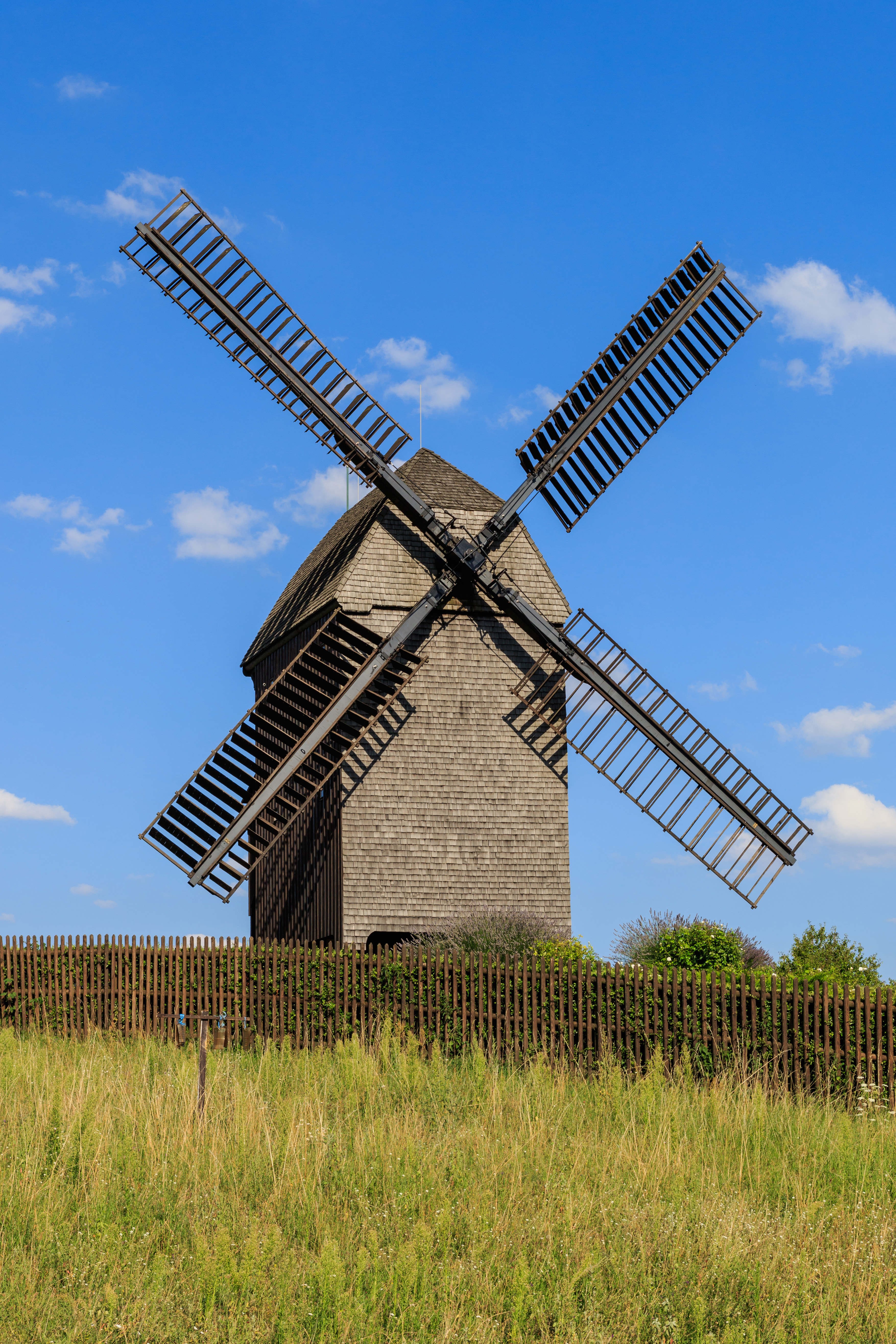
Марцанская мельница
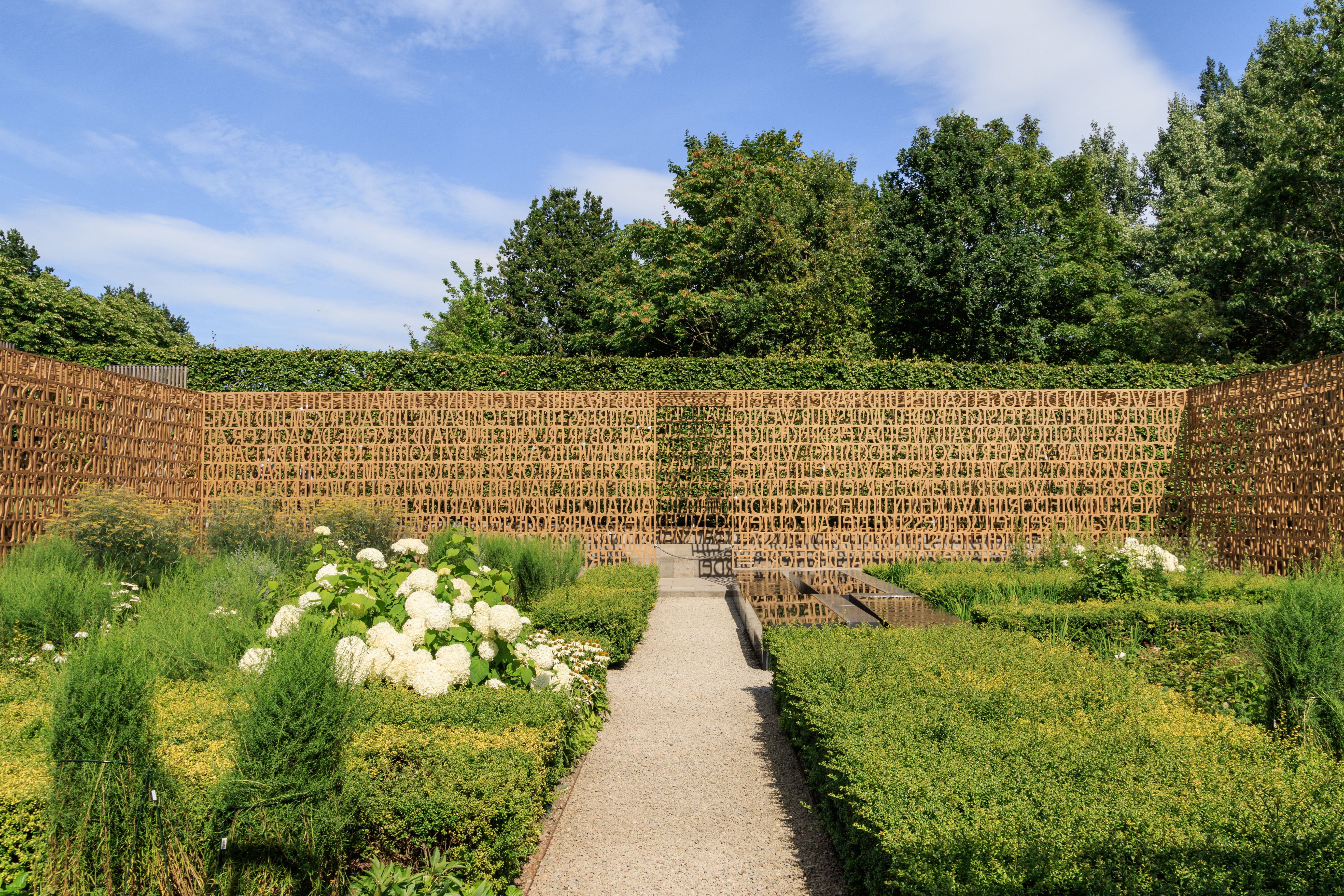
Сады мира в парке отдыха Марцан
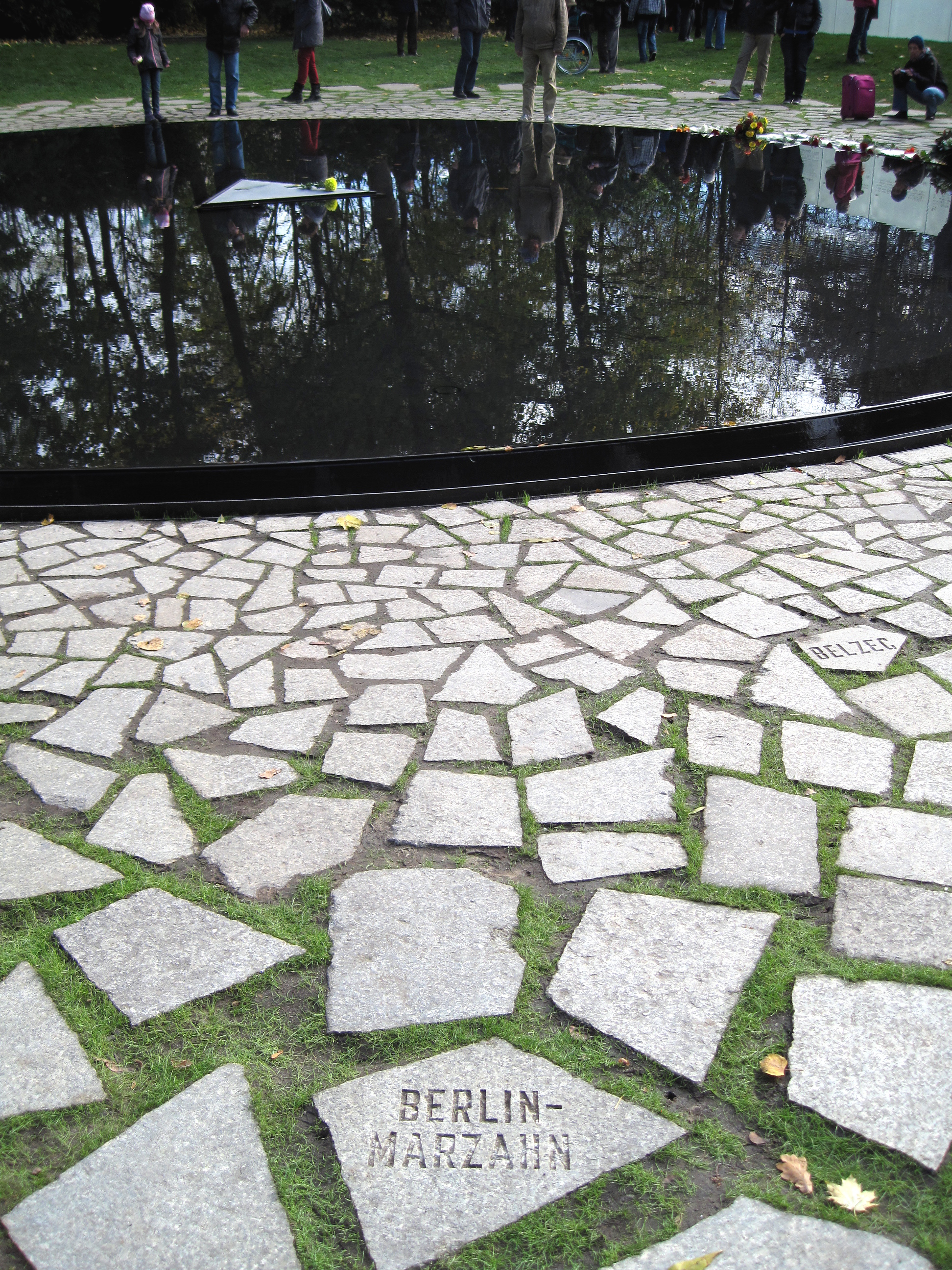
Мемориал синти и рома, преследуемым в Третьем Рейхе